# Xipotheca elliptica
Xipotheca elliptica är en ärtväxtart som först beskrevs av Dc., och fick sitt nu gällande namn av Anne Lise Schutte och B.-e.van Wyk. Xipotheca elliptica ingår i släktet Xipotheca och familjen ärtväxter. Inga underarter finns listade i Catalogue of Life.